# Lies

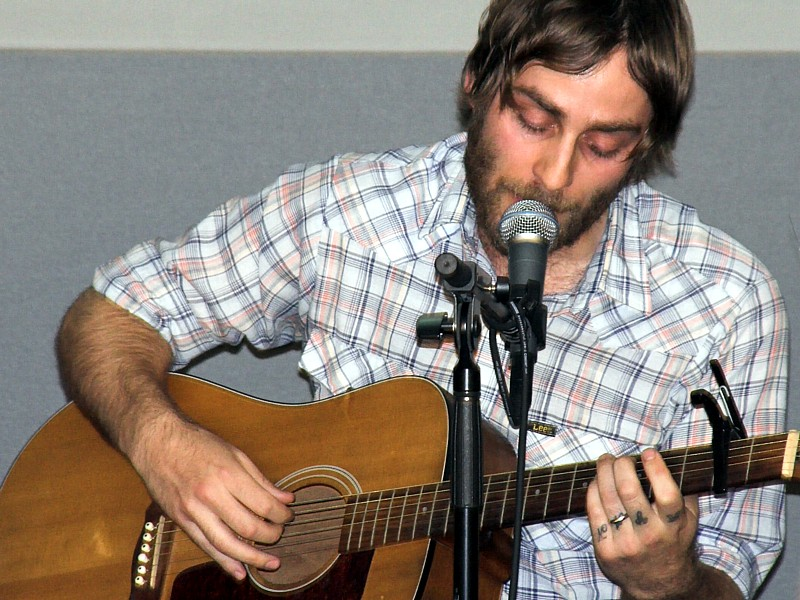
Виступ Майка Кінселли у 2007 році

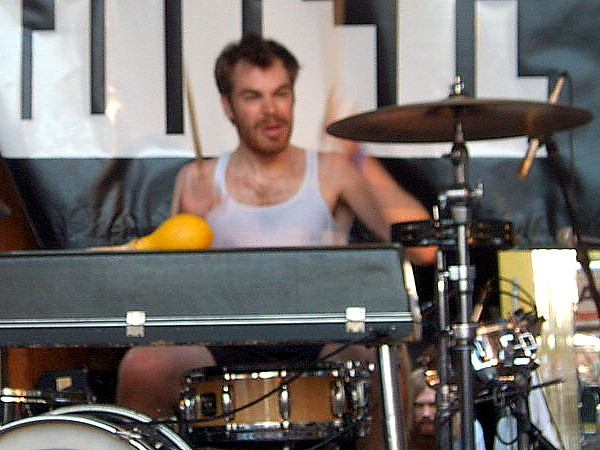
Виступ Нейта Кінселли у 2006 році

Lies — американський інді-рок гурт, створений у 2022 році.
До складу гурту входять Майк Кінселла (Mike Kinsella) і Нейт Кінселла (Nate Kinsella).

## Історія
У травні 2022 року двоюрідні брати Майк і Нейт Кінселли оголосили про початок нового музичного проекту Lies.
Гурт випустив дві нові пісні, «Blemishes» і «Echoes».
Через три місяці дует повернувся з новою піснею «Summer Somewhere».
У вересні 2021 року гурт Lies випустив пісню «Corbeau».
Наступна пісня гурту Lies, «Camera Chimera», була випущена в листопаді 2022 року.
Дует анонсував свій дебютний однойменний альбом у лютому 2023 року та випустив його 31 березня.

## Дискографія
- Lies (2023)